# کوه دنور
کوه دنور (به انگلیسی: Mount Denver) یک کوه در کانادا است که در بریتیش کلمبیا واقع شده‌است. کوه دنور ۲٬۷۴۶ متر بالاتر از سطح دریا واقع شده‌است.